# Verloren maandag

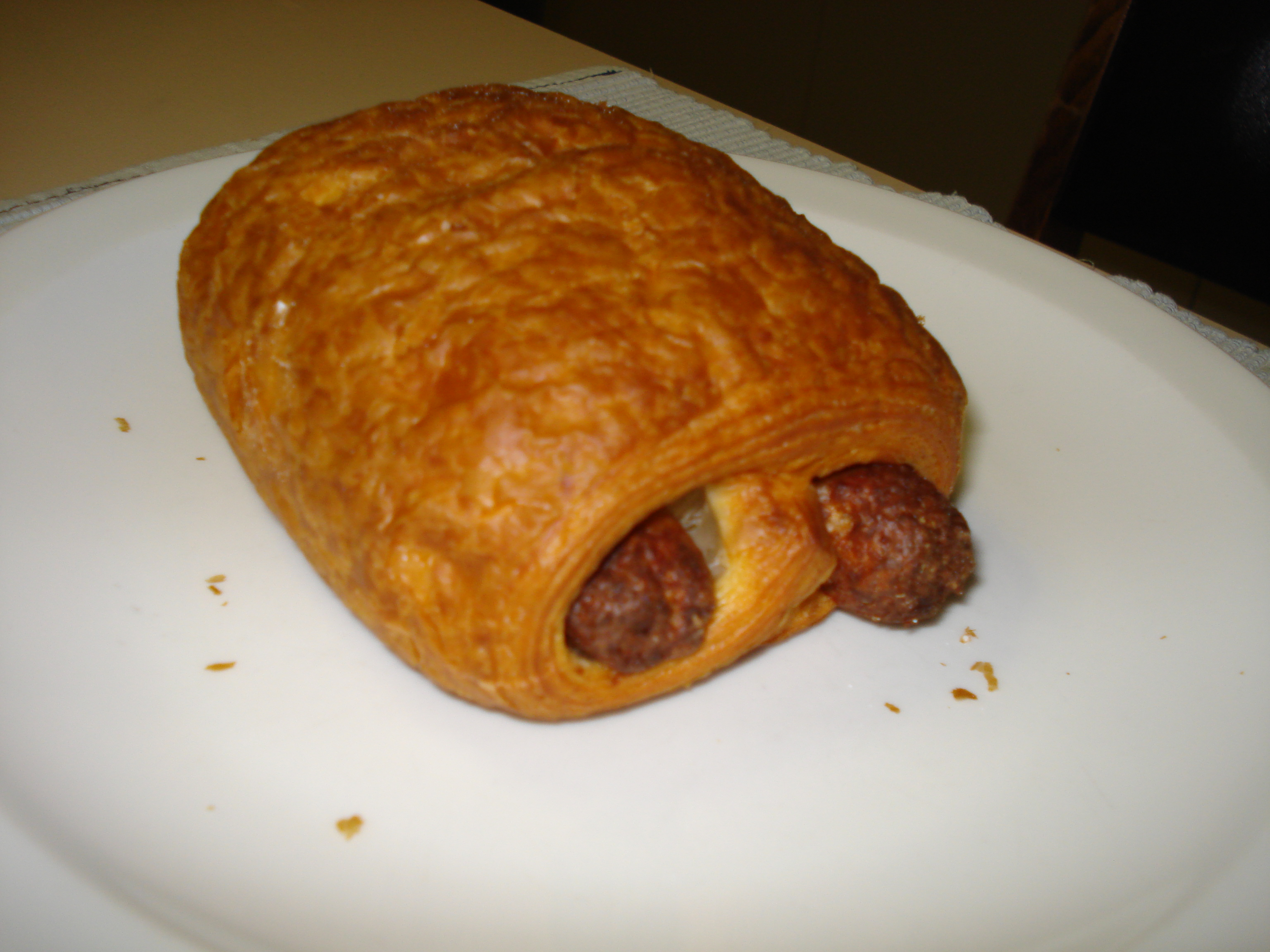
Worstenbrood

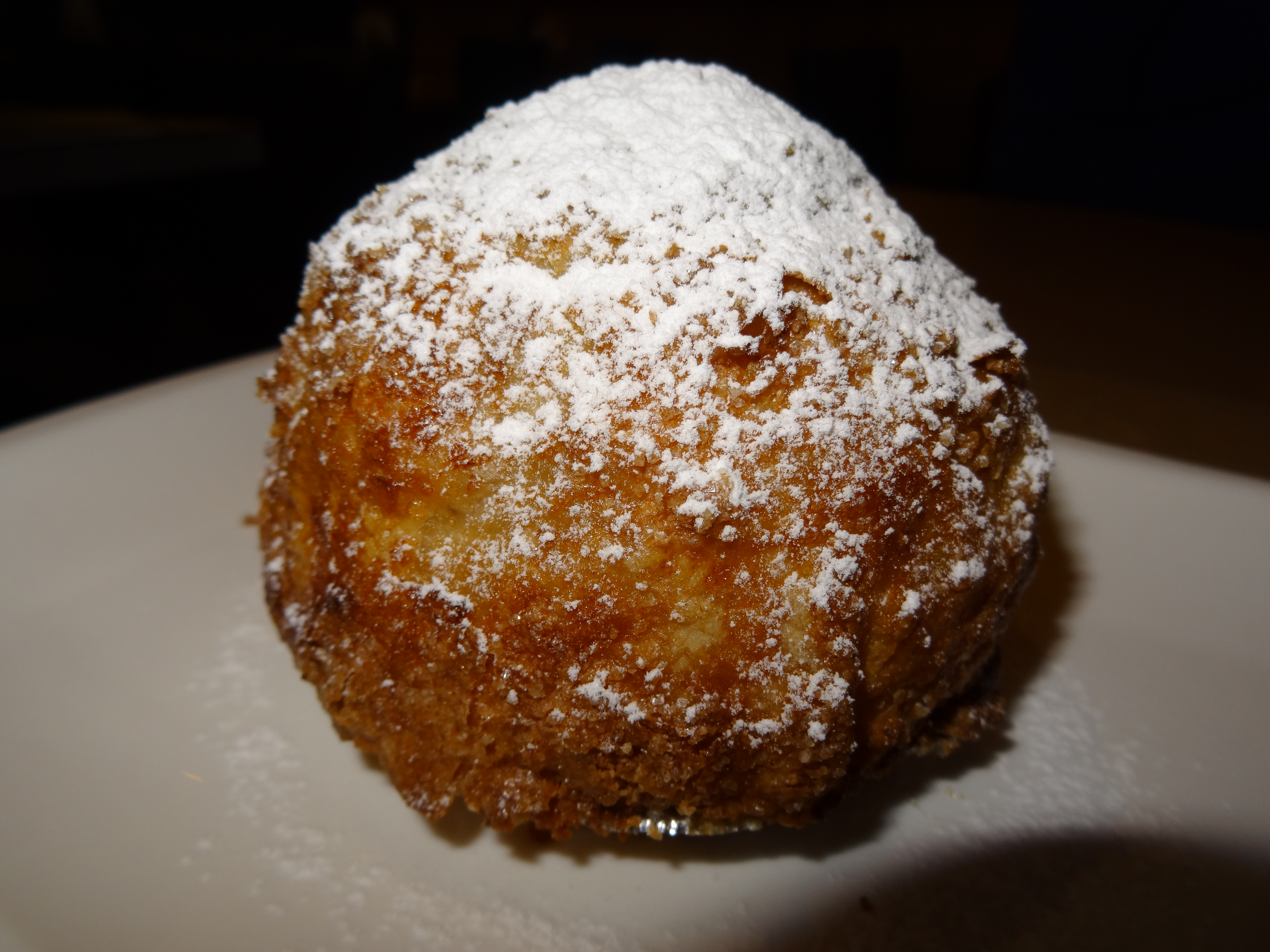
Appelbol

Verloren maandag of verzworen maandag (Frans lundi perdu of lundi parjuré) is een Antwerpse traditie die over het algemeen op de maandag na de eerste zondag (Doopsel van Jezus) na Driekoningen, dat is de eerste dag na de Kerstcyclus, van de tijd door het jaar gevierd wordt. Deze traditie uit het kerkelijk jaar is vooral in de provincie Antwerpen en in Doornik standvastig gebleven. In Aalst viel verloren maandag begin oktober. Er werden 'hete broodjes' gegeten: broodkoeken nog warm uit de oven. In Sint-Truiden is 'Verloure Moondag' de maandag voor Aswoensdag; dan trekt de jaarlijkse carnavalsstoet door de straten van de stad.
Het is in België en met name in de provincie Antwerpen, de traditie om op die dag worstenbroden en appelbollen te eten. Op die dag bieden vele cafés en werkgevers dit aan. Bij sommige verenigingen en dienstencentra is het een vaste traditie om dit samen te eten, ook in gezinnen worden worstenbroden en/of appelbollen vaak als maaltijd geserveerd. Voor bakkers is het een drukke dag, met veel voorbereiding.  In Doornik wordt op verloren maandag konijn op Doornikse wijze gegeten, een recept met pruimen en rozijnen.  In het Pajottenland en Halle bestaat de traditie om op verloren maandag 'boestering met pellepatat' (gebakken gerookte haring met aardappel in de schil) te eten.
Over de herkomst van dit gebruik doen vele verhalen en stadslegendes de ronde, het ene al wat accurater omspringend met de historische informatie dan het andere. Op basis van historische feiten kunnen wel een aantal zeer waarschijnlijke hypotheses naar voor worden geschoven.

## Hypothesen

### Eedaflegging
In archiefstukken is soms sprake van een “verzworen maandag”: een Lorreinse akte uit 1231 verhaalt over de “lundi parjuré”, de dag waarop sommige ambtenaren hun eed aflegden. Deze aanduiding bleef echter niet beperkt tot de maandag na het Doopsel van Jezus (de eerste zondag na Driekoningen). Er wordt immers ook gesproken over de “verzworen maandag van Pasen“ (of Pinkstermaandag) of de “verzworen maandag van Kerstmis“. In Antwerpen wordt hiervan gewag gemaakt in een kerkrekening uit 1431, en later ook in een stadsrekening uit 1513. De eerste “verloren maandag” komen we tegen in 1730, te Leuven. Ook hierbij zou het gaan om een dag die “verloren” was: er werd niet gewerkt, omwille van de feestelijkheden ter gelegenheid van de eedaflegging der ambtenaren. Dergelijke plechtigheden werden (in Antwerpen) soms gevolgd door een feest. Om dat feest voor de stad betaalbaar te houden, kreeg men een goedkoop vleesbroodje te eten. Aangezien de ambtenaren de rest van die dag niet meer werkten, werd die dag al gauw “verloren maandag” gedoopt.

### Gilden
Een variant op dit verhaal wil dat de in vroegere tijden erg machtige gilden rond het begin van de 18de eeuw hun nieuwjaarsfeest organiseerden op “verloren maandag”. Een ganse dag werd er gevierd, en kwamen de ambachtslui niet aan werken toe. Ook het voorlezen van gildeboeken, met daarin de rechten en plichten der ambachtslui, zou tot een “verloren maandag” geleid hebben. Hierna, zo wordt gesteld, zou de patroon zijn gildeleden immers op een borrel vergast hebben. Dit gebruik was naar verluidt vooral in Antwerpen in zwang. In andere gemeenten gingen gildeleden van deur tot deur de nieuwjaarswensen aanbieden, in naam van hun patroon. Het lijkt vrij veilig te veronderstellen dat ook dit aanleiding gaf tot herbergbezoek en werkverzuim. In andere gewesten gelden voor soortgelijke dagen andere benamingen: “weversmaandag” in de Westhoek, “koppermaandag” in Nederland. “Kopperen” had namelijk de betekenis: “zich tegoed doen aan spijs en drank”.
Dit drukke herbergbezoek bracht de herbergiers mogelijk op ideeën. Zo zouden zij nagestreefd hebben hun klanten zo lang mogelijk in hun zaak te houden, onder meer door te zorgen voor een (zout en dorstaanwakkerend) hapje. In samenwerking met slagers en bakkers trakteerden ze hun klanten dan ook op gebraden vlees en versgebakken brood. Om het goedkoop te houden, gebruikte men vooral vette vleessoorten, verwerkt tot worst en verpakt in deeg. De herbergbezoekers aten de worst, en het van vet doordrongen brood werd aan de hond gegeven.

### Antwerpse haven
Andere bronnen verwijzen dan weer naar de Antwerpse haven. Traditioneel mochten de havenarbeiders op de maandag na de eerste zondag na Driekoningen op kosten van de natiebazen drinken. Daarbij werd hen iets warms te eten aangeboden, samengesteld uit ‘onverkoopbaar’ vlees, en brood. Dat “verloren brood“ zou dan aan de oorsprong liggen van de specifieke naam van die dag.

### Kunstlicht
De Aalsterse traditie  zou voortvloeien uit het gebruik begin oktober de petroleumlampen in de fabrieken schoon te maken en te vullen omdat er wegens het korten van de dagen stilaan bij kunstlicht moest gewerkt worden. Daardoor kon er die dag niet gewerkt worden en kregen de arbeiders ook geen loon: een verloren maandag dus. De traditie hield het langste stand in de wijk De Kat (Vredeplein), met hun Kattekermis, maar is nu volledig uitgestorven.

## Worstenbrood
Het eten van écht worstenbrood, zoals wij dat nu kennen, wordt voor het eerst vermeld in 1913 in het boek van Edward Poffé; Plezante mannen in een plezante stad. Het gebruik zou volgens hem pas opgekomen zijn na 1880. Pas na de Tweede Wereldoorlog zorgde het worstenbrood bij de bakker voor een grote toeloop op "verloren maandag". Tot op heden wordt deze traditie gehandhaafd en worden in vele, traditionele Antwerpse horecazaken de klanten getrakteerd op worstenbrood en/of appelbollen, ook in sommige bedrijven is dit het geval. 

## Tradities

### Polderdorpen
In verschillende polderdorpen ten noorden van Antwerpen, vandaag enkel nog de enige overgebleven Berendrecht en Zandvliet, gaan op verloren maandag groepjes rond met Hanske Knap, een muziekinstrument en collectebus in één. Zij gaan zo van deur tot deur om zingend om geld te vragen, om de kas van een vereniging te spijzen of om dezelfde avond nog mee op cafe te gaan. In andere delen van België en Nederland vindt bedelzingen plaats op ander dagen, zoals driekoningen of sinterklaas.

### Cyclocross Otegem
Vroeger werd op weversmisdag jaarlijks de veldrit Cyclocross Otegem georganiseerd. De veldrit werd daarom ook wel de Weversmisdagcross genoemd. Tegenwoordig vindt de cross de maandag na het Belgische kampioenschap plaats. Deze dag valt dikwijls ook op weversmisdag.